# Bethel Park
Bethel Park är en kommun i Allegheny County i Pennsylvania. Vid 2020 års folkräkning hade Bethel Park 33 577 invånare.